# Sportivo Las Parejas
Sportivo Atlético Club – argentyński klub piłkarski z siedzibą w mieście Las Parejas, leżącym w prowincji Santa Fe.

## Osiągnięcia
- Mistrz ligi prowincjonalnej Liga Cañadense de Fútbol (11): 1949, 1950, 1954, 1955, 1957, 1966, 1982, 1992, 1995, 2003 Apertura, 2003 Clausura

## Historia
Klub założony został 18 marca 1922 roku i gra obecnie w czwartej lidze argentyńskiej Torneo Argentino B.